# Tomb Raider: Chronicles
Tomb Raider: Chronicles – komputerowa przygodowa gra akcji wyprodukowana przez Core Design, wydana w 2000 roku przez Eidos Interactive na Windowsa, PlayStation i Dreamcasta, a w 2001 także na Mac OS-a. Piąta odsłona serii Tomb Raider, w której troje przyjaciół archeolog i poszukiwaczki przygód Lary Croft, uznając ją za zmarłą po wydarzeniach z The Last Revelation, wspomina jej przygody. Gracz osiąga postępy przemierzając liniowe poziomy, rozwiązując zagadki i pokonując przeciwników. Każdy z poziomów wyróżnia się unikatową dla niego mechaniką rozgrywki, taką jak chociażby konieczność skradania się.
Chociaż twórcy celowo uśmiercili Larę Croft w poprzedniej części, Eidos nakazał studiu kontynuować serię. Podczas gdy nowy zespół pracował nad The Angel of Darkness na PlayStation 2, weterani cyklu częściowo na podstawie konceptów usuniętych z The Last Revelation opracowali Chronicles. Piąta część była ostatnią powstałą na oryginalnym silniku, napisanym jeszcze na potrzeby wydanej w 1996 roku części pierwszej, a twórcy nie wykazywali większego entuzjazmu wobec wymuszonego przez wydawcę projektu. Chronicles spotkały się z mieszanym odbiorem ze strony recenzentów, a zarówno w recenzjach pozytywnych, jak i negatywnych recenzjach wskazywano przede wszystkim na brak nowych mechanik. Uzyskując średnią ocen w granicach 57–70% i sprzedając się w około półtoramilionowym nakładzie, Chronicles pozostają jedną z najgorzej ocenianych i najsłabiej sprzedających się gier z serii.
W 2024 zapowiedziano, że Chronicles zostaną wydane w odnowionej wersji w ramach pakietu Tomb Raider IV–VI Remastered. Premierę kompilacji zaplanowano na luty 2025.

## Fabuła
Po wydarzeniach z The Last Revelation Lara Croft zostaje uznana za zmarłą. W posiadłości Croftów podczas uroczystości żałobnej spotykają się jej kamerdyner Winston Smith, nauczyciel historii Charles Kane i kapłan rodziny Patrick Dunstan, wspominając wcześniejsze dokonania archeolożki.
W pierwszym wspomnieniu Croft udaje się do Rzymu, żeby w katakumbach pod miastem szukać kamienia filozoficznego, będąc ściganą przez Larsona Conwaya i Pierre’a DuPonta – przeciwników, których spotkała także w pierwszej części serii. Kane opowiada o poszukiwaniach Włóczni Przeznaczenia zaginionej podczas II wojny światowej na pokładzie niemieckiego u-boota. Zakradając się do bazy Zapadnaja Lica Lara dostaje się na pokład rosyjskiej łodzi podwodnej dowodzonej przez admirała Igora Jarofiejewa, wspieranego przez gangstera Siergieja Michajłowa. Larze udaje się zdobyć Włócznię, a kiedy zostaje zaatakowana przez Michajłowa wyzwala moc reliktu, zabijając mafiosa, raniąc Jakofiejewa i uszkadzając łódź. Croft ucieka w kapsule ratunkowej, pozostawiając admirała na śmierć.
Dunstan wspomina szesnastoletnią Croft, która podążyła za nim na nawiedzaną przez złe moce Black Isle. Tam Lara mierzy się z widziadłami i potworami, w tym humanoidalnym Vladimirem Kaletą, uwięzionym w wodnej pułapce przez dawnych mieszkańców wyspy. Kaleta bierze Dunstana na zakładnika, chcąc zmusić Croft, żeby oswobodziła go z pułapki, tej jednak udaje się poznać i wypowiedzieć prawdziwe imię demona, prowadząc do wygnania go z ziemskiego wymiaru. Winston opowiada o tym, jak Lara zakradła się do wieżowca w Nowym Jorku, żeby zdobyć artefakt, który poróżnił ją z jej byłym mentorem, Wernerem von Croyem.
Po zakończeniu opowieści Winston, Kane i Dunstan wznoszą toast za Larę. W międzyczasie von Croy przeszukuje gruzowisko w Wielkiej Piramidzie, chcąc odnaleźć Croft. Natrafia na jej plecak, nie znajdując jednak ciała; ogłasza, że poszukiwania się udały, sugerując, że Lara nie zginęła.

## Rozgrywka
Tomb Raider: Chronicles jest przygodową grą akcji, w której gracz wciela się w archeolożkę i poszukiwaczkę przygód Larę Croft przemierzającą starożytne ruiny i grobowce w poszukiwaniu prastarych artefaktów. Fabuła prezentowana jest w formie retrospekcji z różnych etapów życia Lary, w których odwiedza ona Rzym (etap samouczkowy), wybrzeże Rosji, wyspę opodal Irlandii i budynek korporacji w Nowym Jorku. W wydaniu na Windowsa udostępniono także edytor poziomów pozwalający graczom na tworzenie własnych, wykorzystując do tego pojawiające się na przestrzeni serii mechaniki i architekturę.
Podobnie jak w poprzednich odsłonach, wydarzenia w grze przedstawiane są z perspektywy trzeciej osoby; w zależności od miejsca kamera albo porusza się wraz z postacią, albo pozostaje zawieszona w ustalonym przez twórców punkcie. Czynnością kluczową do ukończenia poziomów jest rozwiązywanie rozsianych po nich zagadek, polegających albo na pociągnięciu za odpowiednie dźwignie, albo na odnalezieniu niezbędnych dla fabuły przedmiotów. Rozgrywka i poruszanie się w większości bazują na tych z The Last Revelation – Lara może skakać w czterech kierunkach, chodzić, biegać, czołgać się, wykonywać przewroty, pływać bądź brodzić w wodzie, wspinać się na występy i drabiny oraz chodzić w zwisie. Wśród nowych zdolności znalazły się wspinanie się po linach, bujanie na poziomych tyczkach i możliwość korzystania z celownika laserowego, żeby eliminować przeciwników z dystansu.
Lara może przeszukiwać poziomy i rozsiane po nich pojemniki, żeby znajdować apteczki przywracające zdrowie i sekrety. Po odnalezieniu wszystkich 36 sekretów gracz uzyskuje dostęp do szkiców koncepcyjnych i zwiastuna The Angel of Darkness. Lornetka umożliwia dostrzeżenie, co znajduje się w oddali, wyrzutnia pozwala na wystrzelenie lin, na których Lara może się huśtać, a łom – na wyłamywanie zamków. W walce Croft korzysta z charakterystycznych dla niej dwóch pistoletów z nieograniczoną amunicją, a w trakcie rozgrywki może znajdować inne bronie, które jednak wymagają uzupełniania pocisków. Każdy z poziomów charakteryzuje się unikatową dla niego mechaniką – Rzym nawiązuje do wcześniejszych odsłon serii, w Rosji Lara korzysta z kostiumu do nurkowania, żeby badać podwodne obszary, na Black Isle młoda Croft nie może korzystać z broni, a w Nowym Jorku nacisk położono na skradanie się, z ograniczonym dostępem do amunicji i towarzyszem, który pomaga jej przez słuchawkę.

## Proces produkcji
Pracownicy studia Core Design, odpowiedzialni za dotychczasowe odsłony Tomb Raider, po wyprodukowaniu kilku gier po kolei w rocznych odstępach odczuwali zmęczenie serią i postacią. Z tego powodu postanowili uśmiercić Larę w The Last Revelation, jednak pomimo tego Eidos nalegał na kontynuowanie serii. Core Design podzieliło się wówczas na dwa zespoły: nowy rozpoczął prace nad The Angel of Darkness na debiutujące w 2000 PlayStation 2, podczas gdy weterani opracowali Chronicles. Do prac nad częścią piątą powróciła większość zespołu odpowiedzialnego wcześniej za czwartą. Projektant Andy Sandham w udzielonym w 2016 wywiadzie przyznał, że grę stworzono wyłącznie ze względu na to, żeby pracownicy mogli otrzymać wynagrodzenie i móc opłacić rachunki, a pracom nad nią nie towarzyszyły pasja i zaangażowanie. Stwierdził także, że była to najgorsza gra w jego karierze i najtrudniejszy Tomb Raider, nad jakim pracował. Według doniesień części pracowników główny animator tak bardzo nienawidził projektu, że z wielką przyjemnością tworzył coraz to nowe animacje śmierci Lary. Przerywniki filmowe do Chronicles stworzyło francuskie studio ExMachina, pracujące wcześniej zarówno przy grach komputerowych, w tym m.in. Dark Earth i Final Fantasy IX, jak i przy reklamach telewizyjnych SEAT-a z udziałem Lary.
Kilka pomysłów na poziomy opracowano już na potrzeby The Last Revelation, jednak zostały usunięte wobec sprzeciwu prezesa studia, Jeremy’ego Heatha-Smitha, który stwierdził, że nie pasują do gry kładącej nacisk na eksplorację grobowców i środowisk nimi inspirowanych. Podobnie jak w przypadku części czwartej zrezygnowano z dodatkowego poziomu samouczkowego w domu Lary, co pozwoliło na odciążenie twórców. Zamiast tego usprawniono niektóre aspekty rozgrywki i interfejs użytkownika oraz dodano nowe ruchy. Ponieważ Chronicles były ostatnią częścią działającą na silniku stworzonym jeszcze na potrzeby pierwszego Tomb Raider z 1996, wydanie windowsowe zawierało drugą płytę z edytorem poziomów, ponieważ twórcy chcieli, żeby gracze mogli tworzyć swoje własne.
Scenariusz napisał Sandham na podstawie historii, którą zarysował wraz z Richardem Mortonem. Chronicles są bezpośrednią kontynuacją The Last Revelation, opierającą się na założeniu, że Lara zginęła. Z tego względu fabuła nie przedstawia liniowej historii, jak w poprzednich częściach, a przybiera formę antologii, na którą składają się cztery niezależne od siebie opowieści połączone klamrą. Sandham napisał scenariusz już po tym, jak zakończono zarysowywanie struktury poziomów. Jedna ze scen w Rzymie sugeruje wyraźnie śmierć Pierre’a DuPonta, który zginął także w rozgrywającym jakiś czas później Tomb Raider, co Sandham przypisał „nieodrobieniu pracy domowej”. Decyzja o opowiedzeniu historii poprzez retrospekcje pozwoliła Core Design na zaprojektowanie zróżnicowanych poziomów bez konieczności usprawiedliwiania ich logicznym ciągiem przyczynowo-skutkowym. Całość zaprojektowano także jako zamknięcie – tak technologiczne, jak i fabularne – pierwszej epoki Tomb Raider i przygotowanie serii na premierę The Angel of Darkness. Sandham zdecydował się na osadzenie części fabuły w Irlandii, ponieważ jest miłośnikiem irlandzkiego folkloru, zainspirowała go także okładka Czarnej Wyspy – siódmego tomu Przygód Tintina Hergégo. Narratorem opowieści rozgrywającej się w Rosji miał być pojawiający się w The Last Revelation przyjaciel Lary, Jean-Yves, jednak ponieważ niezamierzenie mógł kojarzyć się z prawdziwym archeologiem Jeanem-Yves’em Empereurem, który nie chciał być utożsamiany z grami, zastąpiono go Charlesem Kane’em.
Muzykę do gry napisał Peter Connelly, wcześniej pełniący funkcję kompozytora także podczas prac nad The Last Revelation. Podobnie jak w przypadku innych projektów, w które był zaangażowany, inspirację czerpał z wczesnych wersji poziomów. Mając na uwadze bardziej ponury ton Chronicles zdecydował się na mroczniejszy styl, zachowując jednak motywy muzyczne kojarzące się już z serią. W porównaniu do poprzednich części motyw przewodni gry jest stosunkowo krótki, co kompozytor uzasadnił chęcią napisania czegoś „monumentalnego”. Dodatkowym czynnikiem były ograniczenia czasowe, które nie pozwoliły Connelly’emu w pełni zrealizować zamierzonych celów.

## Dystrybucja
Grę oficjalnie zapowiedziano w sierpniu 2000, podając do informacji publicznej, że trafi ona do sprzedaży w listopadzie, jako platformy docelowe wymieniając PlayStation, Windowsa i Dreamcasta. Podobnie jak w przypadku poprzednich części Eidos zorganizował zakrojoną na szeroką skalę kampanię marketingową, połączoną także z promocją będącej wówczas w produkcji filmowej ekranizacji Lara Croft: Tomb Raider (2001) z Angeliną Jolie. 15 listopada 2000 Eidos poinformował, że oficjalnie zakończono pracę nad grą. W Europie wersja na PlayStation trafiła do sprzedaży 17 listopada, windowsowa 24 listopada, a dreamcastowa 15 grudnia. W Ameryce Północnej na wszystkich trzech platformach zadebiutowała 26 listopada. 19 stycznia 2001 Eidos wydał w Japonii Chronicles na Windowsa (wersja angielska z japońską instrukcją), a wersja na PlayStation trafiła do sprzedaży 31 maja nakładem Capcomu. 20 czerwca Aspyr wprowadził do sprzedaży port na Mac OS opracowany przez Westlake Interactive; podobnie jak wersja windowsowa zawierał on edytor poziomów. 12 stycznia 2011 grę udostępniono w dystrybucji cyfrowej w usłudze PlayStation Network dla europejskich posiadaczy konsol Sony. 29 listopada 2012 wersja na komputery osobiste do sprzedaży na Steamie.

## Odbiór
Według agregatora recenzji Metacritic gra spotkała się z mieszanym przyjęciem na wszystkich platformach docelowych, ze średnią ocen na poziomie ok. 60%. W agregatorze GameRankings średnia recenzji wersji na PlayStation wynosiła 70% na podstawie 21 opinii, dreamcastowej 68% (12 opinii), zaś windowsowej – 60% (19 opinii).
Chociaż recenzenci byli podzieleni odnośnie do tego, które elementy gry były udane, a które nie, wszyscy zgodzili się, że Chronicles nie wprowadzają żadnych nowych mechanik rozgrywki, a seria w porównaniu z innymi popularnymi markami zatrzymała się w miejscu. „Edge” uznał grę za przeciętną, głównie ze względu na odstającą od ówczesnych standardów grafikę i brak nowości w rozgrywce. Dziennikarze „Game Informera” wyrazili kilka różnych opinii: Andrew Reinerowi spodobała się fabuła i montaż dźwięku; Andy McNamara chwalił zagadki, zauważając jednak, że we wszystkich innych aspektach gra nie oferuje żadnych nowości; Kristian Brogger i Erik Reppen wypowiedzieli się na temat gry negatywnie ze względu na brak znaczących usprawnień w grafice i rozgrywce od 1996 roku; wszyscy wymienieni zgodzili się, że seria potrzebuje rebootu.
David Zdyrko z IGN-u stwierdził, że chociaż jest to najlepsza jak dotąd gra z serii, to nie charakteryzuje się ona żadnymi znaczącymi zmianami względem poprzedniczek. Joe Fielder recenzujący dla GameSpotu wersję na PlayStation chwalił grafikę, poziom szczegółowości oraz projekt poziomów. Recenzent „GamePro” zauważył, że chociaż poprawiła się grafika i opowiedziano dobrą historię, to całość niszczy archaiczne sterowanie. David Chen z „Next Generation” wyraził się pozytywnie na temat wersji PS, jednak i on zwrócił uwagę na zastój, w jakim znalazła się seria. Greg Sewart, Crispin Boyer i Jonathan Dudlak z „Electronic Gaming Monthly” nazwali Chronicles „skokiem na kasę” dokonanym przez Eidos; zaznaczyli, że chociaż twórcy starali się wprowadzić do gry nowe pomysły, to zostały słabo zaimplementowane ze względu na oczywiste ograniczenia przestarzałego silnika gry. Sewart w recenzji dla „Official U.S. PlayStation Magazine” uznał Chronicles najlepszą do tamtej pory kontynuacją oryginalnego Tomb Raider, wyraził jednak zmęczenie powtarzalną formułą oraz niesprawiedliwymi dla gracza pułapkami i projektem łamigłówek. Redaktorzy „Famitsū” chwalili ruchy postaci, krytykowali jednak brak jasnego kierunku w odnajdowaniu elementów niezbędnych do rozwiązania zagadek.
Sewart, recenzując wersję dreamcastową dla „Electronic Gaming Monthly”, zauważył, że charakteryzuje się ona lepszym oświetleniem niż na PlayStation, ale zarazem znacznie uproszczonymi modelami postaci. Fielder uznał tę wersję za kopię wydania z konsoli Sony, chwalił jednak sterowanie i grafikę jako znacznie lepsze, niż w The Last Revelation na Dreamcasta. Anthony Chau z IGN-u uznał ją za najlepszą wersję gry dostępną na konsole, przyznał jednak, że oczekiwał większej liczby różnic względem wydania na PlayStation. Podobne przekonanie wyraził recenzent „GamePro”. Dylan Davies z brytyjskiego „Official Dreamcast Magazine” zwrócił uwagę na wdrożenie kilku nowych rozwiązań i zróżnicowanie poziomów, wyraził jednak przekonanie, że serii brakuje innowacji, a gra nie wykorzystuje pełnego potencjału konsoli.
John Bye recenzujący na łamach Eurogamera wersję na Windowsa skrytykował brak zaimplementowania rozwiązań właściwych dla tej platformy, takich jak obsługa myszy czy ulepszona oprawa graficzna. Ron Dulin z GameSpotu stwierdził, że w pewnym momencie seria przestała się rozwijać. Erik Peterson z IGN-u zwrócił uwagę, że wydanie komputerowe charakteryzuje się niskiej jakości grafiką, przeniesioną bezpośrednio z PlayStation. Joshua Roberts w recenzji dla „X-Play” wypowiedział się pozytywnie na temat rozgrywki, stwierdzając jednocześnie, że pomimo tego seria powinna podążyć w nowym kierunku. Steve Bauman z „Computer Games Strategy Plus” wypowiedział się na temat gry w ostrzejszym tonie, wypominając Eidosowi coroczne wydawanie gier, co przełożyło się na spadek ich jakości i wyczerpanie formuły. Jason Babler z „Computer Gaming World”, podobnie jak inny krytykujący brak nowości, zwrócił uwagę na znacznie większą niż poprzednio liczbę problemów technicznych i błędów uniemożliwiających granie. Frank O’Connor recenzujący wersję na Mac OS-a dla „MacAddict” stwierdził, że gra jest „najlepszym jak dotąd Tomb Raiderem”, ale seria pozostaje w tyle za resztą branży gier komputerowych.

## Sprzedaż
Wydanie na PlayStation otrzymało od Entertainment and Leisure Software Publishers Association srebrne wyróżnienie, przyznawane za sprzedaż co najmniej stu tysięcy kopii w Wielkiej Brytanii. W sprawozdaniu finansowym złożonym w lutym 2001 Eidos wymienił Chronicles jako jeden z tytułów wydanych w ostatnim kwartale 2000, które odniosły sukces. Do 2009 gra sprzedała się w około półtoramilionowym nakładzie, co czyni Chronicles najgorszej sprzedającą się częścią serii wyprodukowaną przez Core Design i drugą – po Anniversary (2007) – najgorszej sprzedającą się odsłoną całej serii.

## Dalsze losy
Z perspektywy czasu twórcy mają mieszane odczucia odnośnie do Chronicles, a wielu z nich uważa grę za najgorszy projekt z serii Tomb Raider, nad jakim pracowali – głównie ze względu na zmęczenie i brak chęci do jego tworzenia. Prasa branżowa uznaje część piątą za jedną z najgorszych z epoki 32-bitowej, a także za jedną z najgorszych odsłon serii ogólnie. Produkcja ostatniej gry z cyklu tworzonej przez Core Design, The Angel of Darkness (2003), naznaczona była licznymi problemami, a po słabym jej przyjęciu ze strony recenzentów Eidos odsunął studio od marki, produkcję następnych części powierzając Core Design.

## Tomb Raider IV–VI Remastered
W 2024 roku zapowiedziano, że Chronicles wraz z The Last Revelation i The Angel of Darkness zostaną wydane w odnowionej wersji. Zremasterowane wersje gier odróżniają się od oryginałów głównie ulepszoną grafiką oraz możliwością włączenia współczesnego sterowania. Za produkcję remastera odpowiada Aspyr, który uprzednio opracował też kompilację Tomb Raider I–III Remastered. Premierę pakietu Tomb Raider IV–VI Remastered zaplanowano na luty 2025 roku.